# 무덕관
무덕관은 1945년 한국에서 황기가 설립한 수박도 도장이자 무술 단체의 이름이다. 인가된 무덕관은 이전에 당수도(및 이전에는 '화수도')였던 수박도를 가르친다. 당수도 무덕관은 '현자의 도에 따라 내외의 갈등을 막고 덕을 닦는 형제애와 학교'로 번역된다. 가장 큰 당수도 문파였으나 광복 후 군사정권에 의해 북한과의 체제경쟁으로 인해 기존 당수도 문파를 규합해 태권도를 설립하는 과정에서 정부의 압력행사에 미국으로 도피하면서 국내의 무덕관은 사실상 와해되었고 많은 지도자들과 관원들이 태권도로 반 강제 편입되었다. 수박도는 무예도보통지를 기반으로 복원하여 만들어낸 정통무도이지만 태권도와 마찬가지로 가라데를 기초로한다

## 같이 보기
- 수박도
- 당수도
- 관 (무술)
- 태권도